# Acula
Acula är en kommun i Mexiko.   Den ligger i delstaten Veracruz, i den sydöstra delen av landet, 400 km öster om huvudstaden Mexico City.
Följande samhällen finns i Acula:
- Cerro de las Flores
- San Miguel Xóchitl
- Ciénega de los Caballos
- El Talladero
- Atzizintla
- Poza Honda
- El Jiotal